# The Great Deceiver (album)
The Great Deceiver è un album dal vivo del gruppo musicale britannico King Crimson, pubblicato nel 1992 dalla Virgin Records.

## Il disco
Pubblicato in un cofanetto composto da quattro dischi, l'album contiene performance eseguite tra il 1973 ed il 1974 dalla formazione comprendente Robert Fripp, John Wetton, David Cross e Bill Bruford. Jamie Muir, che lascia la band nel 1973, non figura nei credits. Nei primi due CD vi è il concerto del 1974 a Providence, Rhode Island.

## Tracce
CD 1 – Things Are Not as They Seem...
- Registrato al Palace Theatre, Providence, USA, il 30 giugno 1974.

1. "Walk On ... No Pussyfooting" – 0:52 (Robert Fripp, Brian Eno)
2. "Larks' Tongues in Aspic, Part Two" – 6:12 (Fripp)
3. "Lament" – 4:04 (Fripp, John Wetton, Richard Palmer-James)
4. "Exiles" – 7:00 (David Cross, Fripp, Palmer-James)
5. "A Voyage to the Centre of the Cosmos" – 14:41 (Cross, Fripp, Wetton, Bill Bruford)
6. "Easy Money" – 7:14 (Fripp, Wetton, Palmer-James)
7. "Providence" – 9:47 (Cross, Fripp, Wetton, Bruford)
8. "Fracture" – 10:47 (Fripp)
9. "Starless" – 11:56 (Cross, Fripp, Wetton, Bruford, Palmer-James)

CD 2 – Sleight of Hand (or Now You Don't See It Again) and...
- Tracce 1-2 registrate al Palace Theatre, Providence, Stati Uniti d'America, il 30 giugno 1974.
- Tracce 3-11 registrate al The Apollo, Glasgow, GB, il 23 ottobre 1973.
- Tracce 12-13 registrate al Pennsylvania State University, State College, Pennsylvania, Stati Uniti d'America, il 29 giugno 1974.

1. 21st Century Schizoid Man  – 7:32 (Fripp, Ian McDonald, Greg Lake, Michael Giles, Peter Sinfield)
2. Walk off from Providence ... No Pussyfooting  – 1:15 (Fripp, Eno)
3. Sharks' Lungs in Lemsip  – 2:38 (Cross, Fripp, Wetton, Bruford)
4. Larks' Tongues in Aspic, Part One  – 7:25 (Cross, Fripp, Wetton, Bruford, Jamie Muir)
5. Book of Saturday  – 2:49 (Fripp, Wetton, Palmer-James)
6. Easy Money  – 6:43 (Fripp, Wetton, Palmer-James)
7. We'll Let You Know  – 4:54 (Cross, Fripp, Wetton, Bruford)
8. The Night Watch  – 4:54 (Fripp, Wetton, Palmer-James)
9. Tight Scrummy  – 8:27 (Cross, Fripp, Wetton, Bruford)
10. Peace: A Theme  – 1:01 (Fripp)
11. Cat Food  – 4:14 (Fripp, Sinfield, McDonald)
12. Easy Money  – 2:19 (Fripp, Wetton, Palmer-James)
13. ...It Is for You, but Not for Us  – 7:25 (Cross, Fripp, Wetton, Bruford)

CD 3 – ...Acts of Deception (the Magic Circus, or Weasels Stole Our Fruit)
- Tracce 1-11 registrate al Stanley Warner Theatre, Pittsburgh, USA, il 29 aprile 1974.
- Tracce 12-13 registrate al Pennsylvania State University, State College, Pennsylvania, USA, il 29 giugno 1974.

1. No Pussyfooting  – 1:15 (Fripp, Eno)
2. The Great Deceiver  – 3:32 (Fripp, Wetton, Palmer-James)
3. Bartley Butsford  – 3:13 (Cross, Fripp, Wetton, Bruford)
4. Exiles  – 6:23 (Cross, Fripp, Palmer-James)
5. Daniel Dust  – 4:40 (Cross, Fripp, Wetton, Bruford)
6. The Night Watch  – 4:18 (Fripp, Wetton, Palmer-James)
7. Doctor Diamond  – 4:52 (Cross, Wetton, Fripp, Bruford, Palmer-James)
8. Starless  – 11:36 (Cross, Fripp, Wetton, Bruford Palmer-James)
9. Wilton Carpet  – 5:52 (Cross, Fripp, Wetton, Bruford)
10. The Talking Drum  – 5:29 (Cross, Fripp, Wetton, Bruford, Muir)
11. Larks' Tongues in Aspic, Part Two (abbreviated)  – 2:22 (Fripp)
12. Applause and announcement  – 2:19
13. Is There Life Out There?  – 11:50 (Cross, Fripp, Wetton, Bruford)

CD 4 – ...But Neither are They Otherwise
- Tracks 1-4 registrate al Massey Hall, Toronto, Canada, il 24 giugno 1974.
- Tracks 5-12 registrate al Volkshaus, Zurigo, Svizzera, il 15 novembre 1973.

1. The Golden Walnut  – 11:14 (Cross, Fripp, Wetton, Bruford)
2. The Night Watch  – 4:22 (Fripp, Wetton, Palmer-James)
3. Fracture  – 10:48 (Fripp)
4. Clueless and Slightly Slack  – 8:36 (Cross, Fripp, Wetton, Bruford)
5. Walk On ... No Pussyfooting  – 1:00 (Fripp, Eno)
6. Some Pussyfooting  – 2:23 (Cross, Fripp, Wetton, Bruford)
7. Larks' Tongues in Aspic, Part One  – 7:41 (Cross, Fripp, Wetton, Bruford, Muir)
8. The Law of Maximum Distress, Part One  – 6:31 (Bruford, Cross, Fripp, Wetton)
9. The Law of Maximum Distress, Part Two  – 2:17 (Bruford, Cross, Fripp, Wetton)
10. Easy Money  – 6:57 (Fripp, Wetton, Palmer-James)
11. Some More Pussyfooting  – 5:50 (Cross, Fripp, Wetton, Bruford)
12. The Talking Drum  – 6:05 (Cross, Fripp, Wetton, Bruford, Muir)

## Formazione
- Robert Fripp – chitarra, mellotron
- John Wetton – basso, voce
- Bill Bruford – batteria, percussioni
- David Cross – violino, mellotron, pianoforte elettrico